# Наталія Томенко
Наталія Томенко (30 грудня 1994 р.) – дослідниця та експертка з культурної спадщини ромського походження, захисниця прав людини, візуальна художниця, лідерка ромського молодіжного руху України, заступниця директора ГО "МААРК АРКА" в Україні, координаторка з історії та вшанування пам'яті у ERIAC, співзасновниця організації «Українсько-ромський адвокаційний альянс» (АУРА), яка діє в Німеччині.

## Біографія
Народилася у сім'ї ромів-сервів, закінчила магістратуру в Харківській державній академії дизайну та мистецтв та Центрально-Європейському університеті у Відні. Наталія є випускницею Ромського освітнього фонду та програми підготовки випускників ромської спільноти (Romani Studies Program) Центрально-Європейського університету.
У 2018-2019 роках Наталія створила кілька експозицій, зокрема “Through My Mind To Your Eyes”, яка була представлена в трьох європейських містах: Києві, Будапешті та Кракові. У 2019 році спроєктувала тимчасовий меморіал, присвячений жертвам націонал-соціалізму серед ромів під час Другої світової війни в Австрії "DIKH HE NA BISTER". Під час заходу "Wienwoche" цей пам'ятник було відкрито біля будівлі парламенту у Відні у вересні, де він знаходився кілька тижнів. Після цієї ініціативи, у Відні затвердили створення постійного меморіалу присвяченого жертвам геноциду ромів. 2020-2022 роках була національним координатором волонтерів в Україні у Європейському центрі захисту прав ромів, де очолювала групу волонтерів та розробляла стратегії боротьби з дискримінацією в інтернеті та офлайн щодо вразливих груп, таких як роми в Україні. У рамках проєкту група здійснювала моніторинг в медіа просторі дотримання прав ромів в Україні. Також у межах адвокації створювався контент для соціальних мереж з метою навчання ромської аудиторії їхнім правам для досягнення справедливості та рівності. Звіт про проєкт містить аналіз моніторингу здійсненого в Албанії, Сербії, Туреччині та Україні між листопадом 2020 року та серпнем 2021 року.
З початку повномасштабного російського вторгненням в Україну (з 2022) Наталія Томенко задіяна у процесах документування активної участі ромів у громадському русі та відстоює інтереси ромських прав у різних культурних проявах. Зокрема, захищає інтереси ромів України як тих, хто залишився в країні, так і тих, хто виїхав до європейських країн на національних та міжнародних аренах.
З 2022 року проводить майстер-класи з арт-терапії для українців, які пережили травматичні події, пов'язані з триваючим вторгненням.
Крім того, поточні дослідження Наталії присвячені темі збереження ромської культурної спадщини в Україні під час війни, які були розроблені в межах дослідницької стипендії у Центрі вивчення антициганізму в Гайдельберзькому університеті Рупрехта-Карла. Вона досліджує розуміння ромською спільнотою своєї культурної спадщини і розробляє методологію її збереження для наступних поколінь.